# مارسيل مورو (كاتب)
مارسيل مورو (بالفرنسية: Marcel Moreau)‏‏ (16 أبريل 1933 - 4 أبريل 2020) روائي من بلجيكا.